# Plymouth (ソフトウェア)
Plymouthは、Freedesktop.orgにより保守されている、グラフィカルなブートを提供するソフトウェア。

## 主な機能[4]
ルートファイルシステムのロード前に実行されるアプリケーションであり、これによりブートプロセス中でもアニメーションを伴う画像表示を可能にしている。また、ダイレクト・レンダリング・マネージャドライバを搭載したシステムでも動作するよう設計されており、X Window Systemによる描画開始までのなめらかな描画を実現している。これを搭載しないシステムの場合でも使用可能。
ソースコードの公開はなされているが、Initramfsに実行バイナリを格納するという特徴のため、freedesktop.orgは各ディストリビューションから提供されるビルドの利用を推奨している。
実行に際しては「/sbin/plymouthd」と「/bin/plymouth」の2つのバイナリを利用する。

## カスタムテーマ
Plymouthでは、起動時に使用するアニメーションを設定により変更することができる他、各自でテーマを作成して独自のアニメーションを利用することも可能である。Ubuntu系ディストリビューションやFedora、Mandrivaなど、各Linuxディストリビューションでテーマを用意している場合もある。